# Vilma Degischer
Vilma Degischer (17 de noviembre de 1911-3 de mayo de 1992) fue una actriz teatral, cinematográfica y televisiva austriaca.

## Biografía

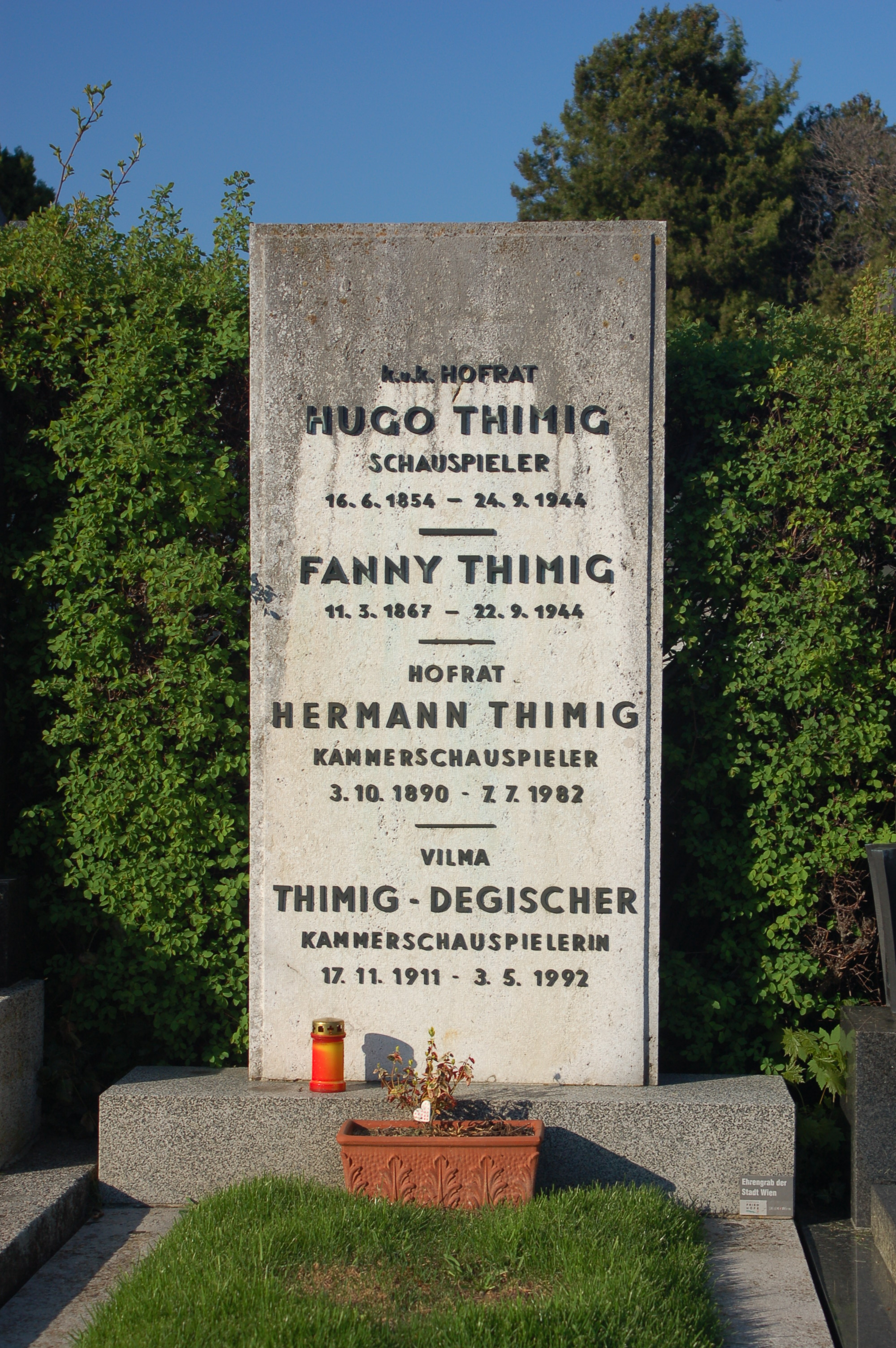
Tumba en el Cementerio Sieveringer Friedhof

Su nombre completo era Wilhelmine Anna Maria Degischer, y nació en Viena, Austria. Tras sus estudios, quiso ser bailarina, por lo que formó parte del ballet de Grete Gross, Gertrude Bodenwieser y Ellinor Tordis, aprendiendo danza clásica y expresiva. Hasta 1931 estudió actuación en el Seminario Max Reinhardt en Viena. Debutó en el escenario dirigida por Max Reinhardt en el Deutsches Theater de Berlín, interpretando a Hermia en El sueño de una noche de verano. En ese teatro conoció al actor Hermann Thimig, con el que se casó en 1939. La pareja tuvo dos hijas, Hedwig (nacida en 1939) y Johanna Thimig (1943–2014), que también fue actriz. 
Finalizado su aprendizaje, trabajó para los teatros dirigidos por Max Reinhardt en Viena y en Berlín. Principalmente estuvo ocupada en el Theater in der Josefstadt, aunque tuvo un compromiso entre 1935 y 1939 con el Volkstheater de Viena. Desde 1939 hasta su muerte perteneció al conjunto del Josefstadt, siendo finalmente decana del mismo. En la década de 1930 actuó en el Festival de Salzburgo, participando en obras como Figaro lässt sich scheiden (1970), Jedermann (1973, 1974, 1976), Der Talisman (1976, 1978–1980, con dirección de Otto Schenk), y la pieza de Elias Canetti Hochzeit (1988).
A lo largo de su carrera interpretó unos 400 papeles, tanto en obras clásicas como modernas. Su especialidad era la conversación y las piezas de salón. Fue considerada una actriz ideal para representar figuras femeninas de Arthur Schnitzler y Hugo von Hofmannsthal, aunque también hizo papeles clásicos de William Shakespeare, Johann Wolfgang Goethe, Franz Grillparzer, Henrik Ibsen, Antón Chéjov y Luigi Pirandello. 
Aunque no se prodigó demasiado en el cine, fue conocida de millones de personas por actuar en 1955 como la Archiduquesa Sophie, la estricta y antagónica suegra de la emperatriz Sissi en la trilogía de películas homónima. 
En la popular emisión que casi todas las semanas se llevó a cabo entre 1952 y 1960 del programa Die Radiofamilie, Vilma Degischer era Vilma Floriani, la mujer del Juez Hans Floriani (interpretado por su cuñado Hans Thimig). Como actriz de voz dobló, entre otros personajes, a la madre superiora en la versión en alemán de The Sound of Music (1965).
Vilma Degischer falleció en Baden bei Wien, Austria, en el año 1992. Fue enterrada en el Cementerio Sieveringer Friedhof de esa ciudad, en la tumba Abt. 2, Gruppe 13, Nummer 76, al lado de su esposo.

## Filmografía (selección)
- 1931 : Die große Liebe
- 1948 : Das andere Leben
- 1949 : Liebe Freundin
- 1951 : Das Tor zum Frieden
- 1954 : Der Komödiant von Wien
- 1955 : Sissi
- 1956 : Sissi Emperatriz
- 1957 : Sissi – Schicksalsjahre einer Kaiserin
- 1957 : … und die Liebe lacht dazu
- 1958 : Der veruntreute Himmel
- 1963 : El cardenal
- 1963 : The Waltz King
- 1963 : Ist Geraldine ein Engel?
- 1964 : Onkel Toms Hütte
- 1978 : Sechs Personen suchen einen Autor (telefilm)
- 1989 : Trostgasse 7 - eine Kindheit in Wien 1934-1938
- 1991 : Die Strauß-Dynastie (miniserie TV)

## Premios
- Nombramiento honorario como Kammerschauspieler
- 1959 : Condecoración Austriaca de las Ciencias y las Artes de categoría I
- 1972 : Medalla Josef Kainz
- Medalla de honor de la ciudad de Viena